# Krystyna Czechowicz-Janicka
Krystyna Czechowicz-Janicka (ur. 11 lipca 1934 w Wilnie) – polska lekarz okulista z tytułem profesora zwyczajnego.

## Życiorys
Urodziła się w 1934. Pochodzi z Wilna. Jej rodzice poznali się na studiach w Krakowie (ojciec pochodził z Wilna, a matka z Kamieńca Podolskiego).
Ukończyła studia na Akademii Medycznej w Krakowie w 1957 i została lekarzem okulistą. Uzyskała tytuł naukowy doktora w 1968, następnie doktora habilitowanego w 1978, tytuł profesora nadzwyczajnego w 1992, tytuł profesora zwyczajnego w 2000.
Była konsultantem wojewódzkim (na województwo warszawskie / mazowieckie) ds. okulistyki i konsultantem regionalnym od 1986 do 1992, kierownikiem Kliniki Okulistycznej Centrum Medycznego Kształcenia Podyplomowego od 1986 do 2004, przewodniczącą oddziału warszawskiego Polskiego Towarzystwa Okulistycznego od 1987 do 1993, przewodniczącą Sekcji Informatyki Medycznej Polskiego Towarzystwa Okulistycznego od 1992 do 2005.
Specjalizuje się w badaniu, diagnostyce i leczeniu jaskry. Stworzyła program o charakterze edukacyjno-szkoleniowym dla lekarzy okulistów w Polsce pod nazwą „Polska Szkoły Jaskry”, a także program konferencji szkoleniowych „Edukacja Podyplomowa Okulisty”, koordynatorem Rządowego Programu „Usprawnienie wczesnej diagnostyki i zwiększenie efektywności leczenia jaskry w Polsce”, twórcą i koordynatorem programu profilaktycznego przeciwjaskrowego pod nazwą „Polsko nie ślepnij”, zainicjowała pierwszy program komputerowy w Polsce celem prowadzenia pacjentów z tą chorobą, założyła i w 1997 została prezesem Polskiego Towarzystwa Profilaktyki Jaskry, w 2002 założyła Instytut Jaskry. Została dyrektorem medycznym, konsultantem i przewodniczącą rady naukowej Instytutu Oka w Warszawie.
Jest autorką wielu publikacji naukowych w fachowych czasopismach. Została członkiem Polskiego Towarzystwa Okulistycznego, Europejskiego Towarzystwa Jaskrowego (EGS), Europejskiego Towarzystwa Zaćmy i Chirurgii Refrakcyjnej (ESCRS).
Krystyna Czechowicz-Janicka była zamężna z Jerzym Janickim, pisarzem i scenarzystą, związanym ze Lwowem i Bieszczadami. Wraz z mężem była współscenarzystką serialu telewizyjnego pt. Parada oszustów, a ponadto filmu pt. Tajny detektyw z 1977. Mieli dwie córki, w tym Agnieszkę (ur. 1966). Krystyna Czechowicz-Janicka została prezesem zarządu Fundacji im. Jerzego Janickiego. W dniu 2 maja 2010 dokonała odsłonięcia pomnika upamiętniającego męża w Lutowiskach.

## Wyróżnienia i odznaczenia
- Nagroda Polskiego Towarzystwa Okulistycznego (1976, za cykl prac dotyczących badań nad unaczynieniem dna oka)[4][6]
- Honorowe członkostwo Polskiego Towarzystwa Okulistycznego[6]
- Nagroda Sekretarza Naukowego Polskiej Akademii Nauk (1981, za cykl prac pt.: Logiczne aspekty diagnozowania lekarskiego”)[4]
- Nagroda Ministra Zdrowia (1992, za podręcznik „Wybrane zagadnienia Okulistyki Współczesnej”)[4][6]
- Medal Komisji Edukacji Narodowej (2000, za działalność dydaktyczną)[4][6]
- Medal „Optime de Glaucomatologia Merenti” (2002, za propagowanie wiedzy o jaskrze; jako pierwsza nagrodzona osoba z Polski)[4][6]
- Złoty Krzyż Zasługi (2003 na wniosek Ministra Zdrowia; za wzorowe, wyjątkowo sumienne wykonywanie obowiązków wynikających z pracy zawodowej)[10][11]
- Wpis w Złotej Księdze Nauki Polskiej – Naukowcy Zjednoczonej Europy (2006)[4]
- Wpisy w międzynarodowych wydaniach leksykonu Who is who[4]
- Tytuł Honorowego Obywatela Gminy Lutowiska[4][6]